# Chiesa di San Giorgio Martire (Cumignano sul Naviglio)
La chiesa di San Giorgio Martire è la parrocchiale di Cumignano sul Naviglio, in provincia e diocesi di Cremona; fa parte della zona pastorale 2.

## Storia
Nelle Rationes decimarum del 1404 si legge che l'antica cappella di Cumignano era filiale della pieve di San Vittore di Calcio.
Dalla relazione della visita pastorale del 1601 del vescovo Cesare Speciano s'apprende che la chiesa era inserita nel vicariato di Soncino e che il numero dei fedeli era pari a 380.
Questi ultimi erano saliti a 426 nel 1786, anno in cui risultava che il clero a servizio della cura d'anime era composto dal parroco e da un cappellano e che la rendita del beneficio ammontava a 350 lire.
Nel secondo dopoguerra la chiesa settecentesca versava in pessime condizioni e si decise, così, di ricostruirla; la nuova parrocchiale venne edificata su disegno dell'architetto soresinese Giulio Carotti tra il 1948 e il 1953 e nel 1961 si provvide a sostituire l'antica cupoletta del campanile con una nuova cuspide.

## Descrizione

### Esterno
La facciata a capanna della chiesa, rivolta a ponente e rivestita in mattoni a faccia vista, è scandita da quattro grandi paraste e presenta al centro il portale d'ingresso, il bassorilievo raffigurante san Giorgio e il Drago, realizzato da Leone Lodi, e una trifora, mentre ai lati sei nicchie ospitanti altrettante statue; ai fianchi vi sono due ali minori, caratterizzate da specchiature.
Annesso alla parrocchiale è il campanile a pianta quadrata, la cui cella presenta su ogni lato una monofora affiancata da lesene tuscaniche ed è coronata dalla guglia poggiante sul tamburo ottagonale.

### Interno
L'interno dell'edificio si compone di un'unica navata, sulla quale si affacciano le cappelle laterali e le cui pareti sono scandite da lesene in mattoni sorreggenti il fregio e il cornicione sul quale si imposta la volta a botte; al termine dell'aula si sviluppa il presbiterio, rialzato di alcuni gradini, ospitante l'altare maggiore e chiuso dalla parete di fondo piatta, abbellita da un grande affresco.